# ريتشارد درمان
ريتشارد درمان (بالإنجليزية: Richard Darman)‏ (و. 1943 – 2008 م) هو عالم اقتصاد، وبروفيسور (أستاذ جامعي) من الولايات المتحدة الأمريكية ولد في شارلوت، كارولاينا الشمالية.
وهو عضو في الحزب الجمهوري .

## التعليم
تعلم في كلية هارفرد للأعمال، وجامعة هارفارد.

## مناصب وهيئات
أدار جامعة هارفارد.

## روابط خارجية
- ريتشارد درمان على موقع مونزينجر (الألمانية)
- ريتشارد درمان على موقع إن إن دي بي (الإنجليزية)